# 2193 Џексон
2193 Џексон (енгл. 2193 Jackson) је астероид главног астероидног појаса са средњом удаљеношћу од Сунца која износи 3,110 астрономских јединица (АЈ).
Апсолутна магнитуда астероида је 10,3.